# WikiWikiWeb
WikiWikiWeb prva je wiki mrežna stranica koju su mogli uređivati korisnici. Pokrenuo ga je 25. ožujka 1995. programer Ward Cunningham kako bi popratio stranicu Portland Pattern Repository na kojoj se raspravljalo o obrascima dizajna softvera. Naziv WikiWikiWeb izvorno se također odnosio na wiki softver koji je upravljao web-mjestom, napisan u programskom jeziku Perl i kasnije preimenovan u WikiBase. Korisnici često nazivaju stranicu jednostavno Wiki, a konvencija uspostavljena među korisnicima rane mreže wiki stranica koja je uslijedila bila je da se korištenje riječi s velikim W odnosilo isključivo na izvornu stranicu.

## Povijest
Softver i mrežnu stranicu razvio je Cunningham 1994. godine kako bi olakšao razmjenu ideja između programera. Koncept se temeljio na idejama razvijenim u stogovima HyperCard koje je Cunningham izgradio kasnih 1980-ih. Dana 25. ožujka 1995. instalirao je softver na web stranicu svoje tvrtke (Cunningham & Cunningham), c2.com. Cunningham je smislio naziv WikiWikiWeb jer se sjetio djelatnika šaltera međunarodne zračne luke Honolulu koji mu je rekao da uzme Wiki Wiki Shuttle, liniju shuttle autobusa koja vozi između terminala zračne luke. "Wiki Wiki" je podvostručenje riječi "wiki", riječi koja na havajskom jeziku znači "brzo". Cunninghamova ideja je bila da stranice WikiWikiWeba brzo uređuju njegovi korisnici, pa je u početku razmišljao o tome da ga nazove QuickWeb, ali se kasnije predomislio i nazvao ga WikiWikiWeb. Od travnja 2020. stranica WelcomeVisitors WikiWikiWeba sadržavala je sljedeći opis u prva dva odlomka:
| „ | Dobrodošli na WikiWikiWeb, također poznat kao "Wiki". Mnogi su ljudi ovdje doživjeli svoje prvo wiki iskustvo. Ova zajednica postoji od 1995. godine i sastoji se od mnogo ljudi. Uvijek primamo pridošlice s vrijednim doprinosima. Ako prije niste koristili wiki, pripremite se za malo CultureShocka. Korisnost Wiki-ja je u slobodi, jednostavnosti i moći koju nudi. Primarni fokus ove stranice je PeopleProjectsAndPatterns u softverskom razvoju. Međutim, to je više nego samo neformalna povijest programiranja ideja. Tamo je počelo, ali je tema stvorila vlastitu kulturu i dramski identitet. Sav Wiki sadržaj je WorkInProgress. Prije svega, ovo je forum na kojem ljudi dijele ideje! Mijenja se kako ljudi dolaze i odlaze. Većina informacija ovdje je subjektivna. Ako tražite posebnu referentnu stranicu, isprobajte WikiPedia; WikiIsNotWikipedia! | ” |
|   | |   |

Hiperveze između stranica na WikiWikiWebu nastaju spajanjem riječi pisanih velikim početnim slovom što je metoda koja se naziva camel case. Ovu konvenciju oblikovanja wiki oznaka još uvijek prate neki noviji wiki softveri, dok drugi, kao što je softver MediaWiki koji pokreće Wikipediju, dopuštaju veze bez takvog pisanja. U prosincu 2014. WikiWikiWeb je bio pod napadom vandala i stavljen je u stanje samo za čitanje. Dana 1. veljače 2015. Cunningham je objavio da je Wiki prepisan kao aplikacija za jednu stranicu i premješten na novi Federated Wiki.